# Кустарниковые птицы
Кустарниковые птицы, или атрихии (лат. Atrichornis), — род воробьиных птиц из одноимённого монотипического семейства (Atrichornithidae). Самый близкий родственник лирохвостов (Menuridae), с которыми они образует таксон Menurida. Известны два вида, обитающие только в Австралии. Они находятся под угрозой исчезновения. Оба вида близки по размерам к скворцам (примерно 20 см в длину), имеют маскирующие коричневое оперение. Живут в лесу и подлеске, и их очень трудно увидеть в природе. Пение самцов очень громкое; звонкое и «металлическое».

## Классификация
В род включают 2 вида:
- Atrichornis rufescens (E. P. Ramsay, 1866) — Рыжая кустарниковая птица
- Atrichornis clamosus (Gould, 1844) — Крикливая кустарниковая птица